# 1976 en informatique
1975 en informatique - 1976 - 1977 en informatique
Cet article présente les principaux événements de 1976 dans le domaine informatique

## Événements
- le Cray-1 développé par Seymour Cray atteint 166 Mega-FLOPS, un record à l'époque
- Commercialisation de la première calculatrice scientifique à notation algébrique, la TI-30 de Texas Instruments

## Entreprises
- Création de la société Acer par le Taïwanais Stan Shih
- 1er avril : création de Apple Computer par Steve Wozniak et Steve Jobs
- Juin : fondation de CGI par Serge Godin à Québec

## Méthodes et standards
- Publication de la méthode RACINES de schéma directeur informatique par le ministère français de l'Industrie.

## Prix
- Michael Rabin et Dana S. Scott reçoivent le prix Turing.

## Logiciels
- Créations des éditeurs de texte Vi et Emacs respectivement par Bill Joy et Richard Stallman (initialement avec Guy Steele).

## Droit
- Bill Gates publie An Open Letter to Hobbyists en janvier, et des réponses sont publiées la même année (notamment par Jim Warren).